# Skoky na trampolíně na Letních olympijských hrách 2000
Skoky na trampolíně se na Letních olympijských hrách 2000 poprvé představily v olympijském programu. V hale Sydney Superdome.

## Průběh soutěží
Už v kvalifikaci žen skončily naděje české reprezentantky Petry Vachníkové, která obsadila celkové 11. místo. Kvalifikaci vyhrála Němka gruzínského původu Anna Dogonadzeová, ale finálovou sestavu přerušila hned po prvním skoku. První olympijskou vítězkou v tomto sportu v historii se tak stala s převahou Ruska Irina Karavajevová.
Její krajan Alexandr Moskalenko se vrátil ke skokům na trampolíně po tříleté pauze, když se dověděl, že trampolíny budou v olympijském programu. Zhubl 24 kilogramů a rok před hrami vyhrál počtvrté v životě (poprvé po pěti letech) mistrovství světa jednotlivců. Finále zvládl s neobvyklou suverenitou a získal zlato. 15 000 diváků ve vyprodaném Superdomu ale nadchl překvapivě druhý Australan Ji Wallace.
Zvláštností olympijského programu v Sydney byla společná exhibice olympijských vítězů ve sportovní gymnastice a skocích na trampolíně a zástupců některých neolympijských gymnastických disciplín, která proběhla 26. září.

## Medailisté
| Soutěž | Zlato                             | Stříbro                            | Bronz                            |
| ------ | --------------------------------- | ---------------------------------- | -------------------------------- |
| muži   | Alexandr Moskalenko · Rusko (RUS) | Ji Wallace · Austrálie (AUS)       | Mathieu Turgeon · Kanada (CAN)   |
| ženy   | Irina Karavajevová · Rusko (RUS)  | Oksana Cyhulevová · Ukrajina (UKR) | Karen Cockburnová · Kanada (CAN) |